# Élatos
Selon la mythologie grecque, dans l'Odyssée, Élatos est un des prétendants de Pénélope. Son nom n'apparaît qu'au temps de la vengeance d'Ulysse à son retour à Ithaque : Élatos est alors tué par Eumée.
N.B. Ne pas le confondre avec le guerrier troyen Élatos, tué par Agamemnon sous les murs de Troie.